# Sinus Amoris

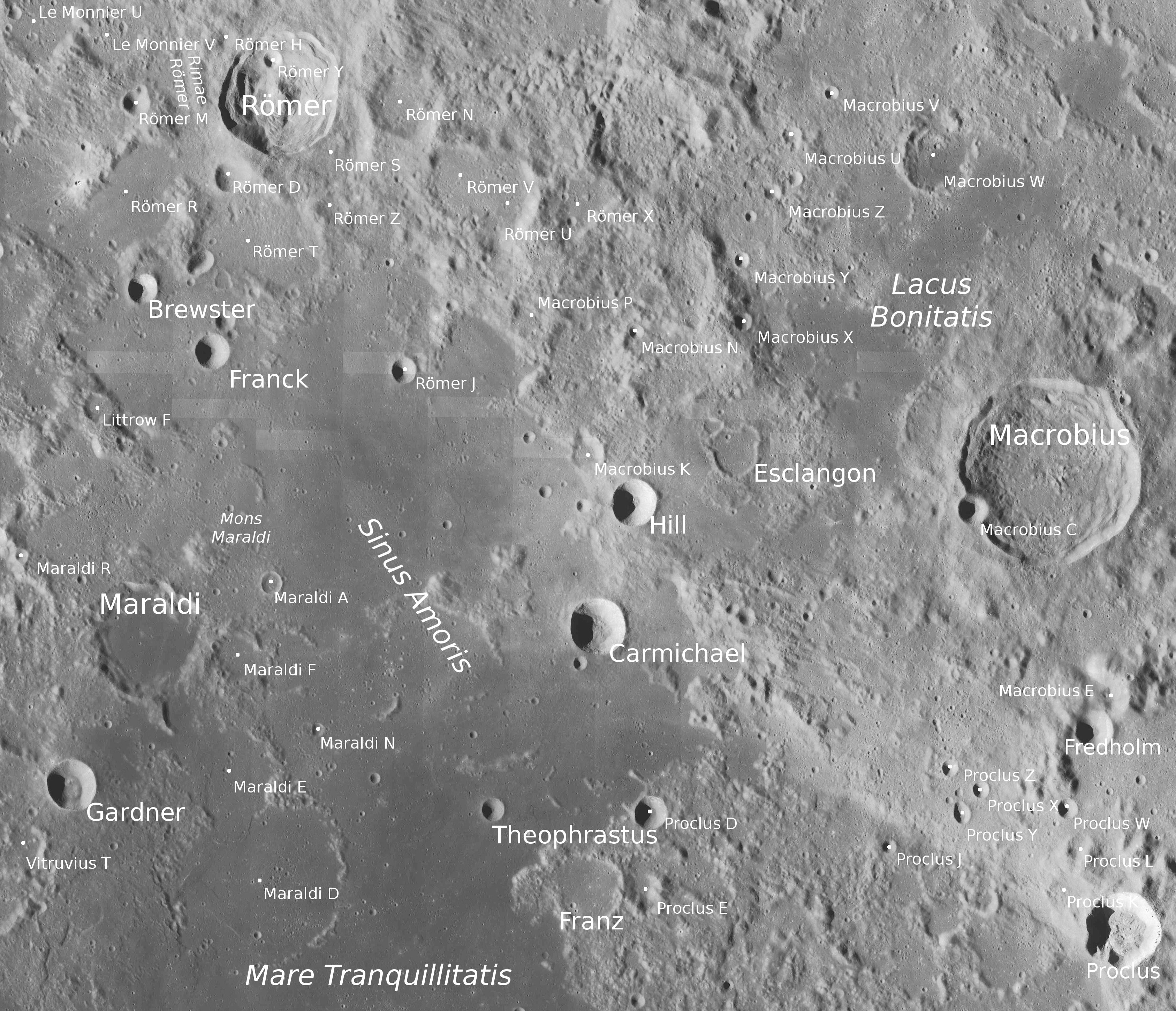
Sinus Amoris, con el cráter Hill en el centro de la imagen

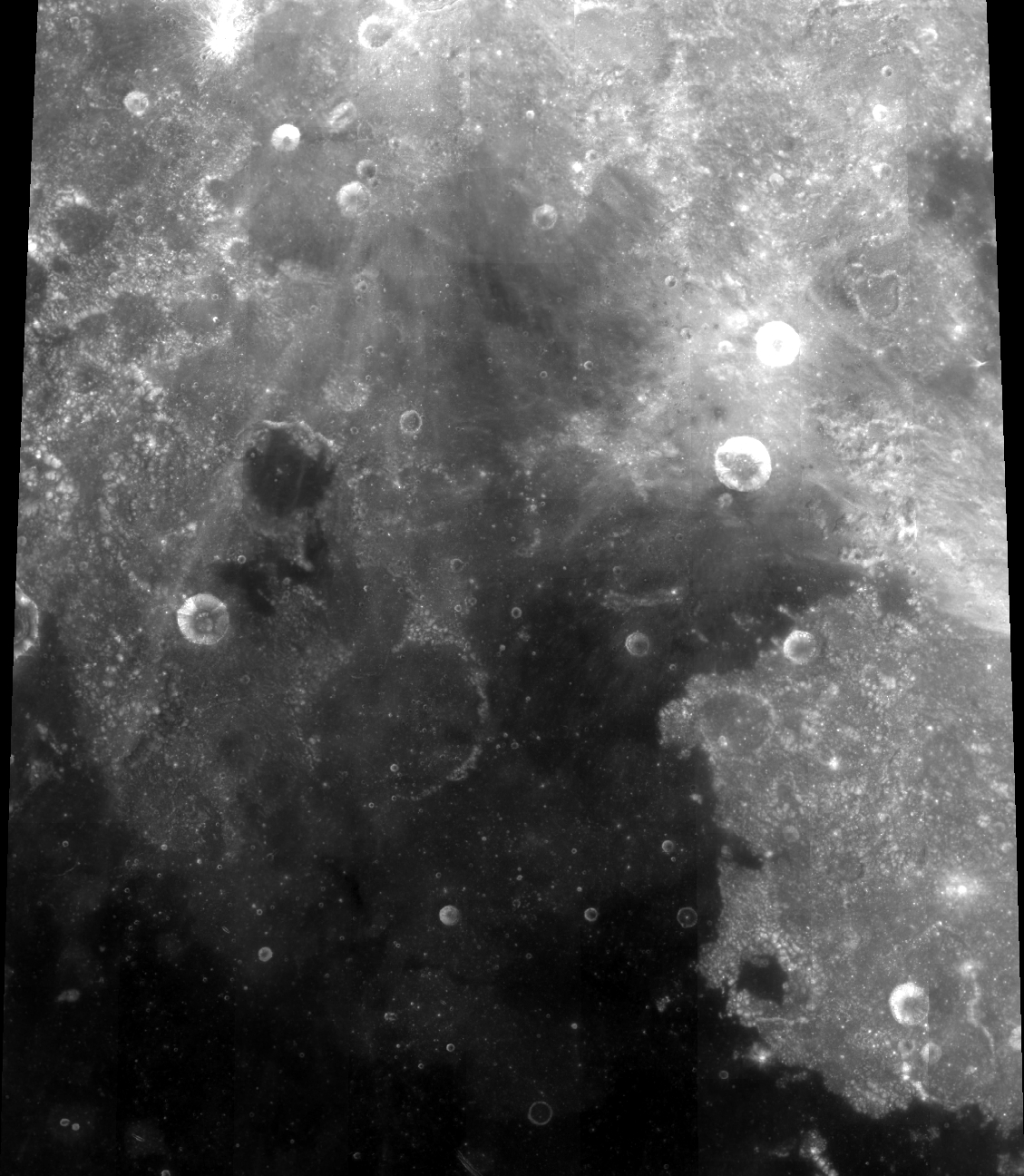
Sinus Amoris. (Misión Clementine 1994)

El Sinus Amoris ("Bahía del Amor" en latín) se extiende al norte del extremo nordeste del Mare Tranquillitatis. Está localizado en las coordenadas selenográficas 19.92° N de latitud y 37.29° E de longitud, si bien al tratarse de un elemento de forma irregular y límites no muy precisos, las coordenadas de su punto central y de su diámetro pueden variar entre distintas fuentes. Su diámetro envolvente es de unos 189 km. Al norte de la bahía se hallan las accidentadas cumbres de los Montes Taurus.
Cerca del límite sur de la bahía, donde se une con el Mare Tranquillitatis, se sitúa el cráter Theophrastus. En su lado occidental aparecen el cráter inundado de lava Maraldi y el Mons Maraldi. Limítrofe con el lado este de la bahía aparecen los cráteres Carmichael y Hill. La parte central de la bahía incluye algunas crestas bajas, aunque en general su perfil es considerablemente llano y está libre de otros rasgos significativos.
En la salida de la bahía hacia el sur, donde se une al Mare Tranquilitatis, aparece el Mons Esam, una elevación menor situada entre varios domos lunares pequeños.